# Harry Engel (Fußballspieler)
Harry Engel (* 27. August 1892 in München; † 27. August 1950 in den Vereinigten Staaten) war ein deutscher Fußballspieler, der für den FC Bayern München aktiv gewesen ist.

## Karriere
Engel, von Beruf Kürschner, gehörte von 1913 bis 1919 dem FC Bayern München an, für den er in den vom Verband Süddeutscher Fußball-Vereine, ab 1914 in den vom Süddeutschen Fußball-Verband ausgetragenen Meisterschaften im Ostkreis, in einem von vier regional höchsten Spielklassen, Punktspiele bestritt. 
Während seiner Vereinszugehörigkeit absolvierte er 79 Pflichtspiele, in denen er ein Tor erzielte, und 26 Freundschaftsspiele, in denen er zwei Tore erzielte. Sein Debüt gab er am 14. September 1913 (1. Spieltag) bei der 0:2-Niederlage im Heimspiel gegen den FC Pfeil Nürnberg in der Ostkreisliga; sein letztes Punktspiel bestritt er am 10. November 1918 in der Gruppe 1 im Gau Oberbayern beim 2:2-Unentschieden gegen die Fußballabteilung des MTV München 1879.

## Sonstiges
Engel diente als Soldat im Ersten Weltkrieg und wurde mit dem König Ludwig-Kreuz ausgezeichnet.
Im Februar 1940 gelang ihm mit seiner Frau und seinem 13-jährigen Sohn Alfred die Emigration in die Vereinigten Staaten. Bei seiner Ausreise führte er Devisen im Gegenwert von 10 Reichsmark mit sich. Mit einem italienischen Transitvisum gelangte er über den Brenner nach Genua, von wo aus die Familie auf der „S.S. Manhattan“ am 15. Februar 1940 New York erreichte.